# Zespół Szkół Ogólnokształcących nr 1 w Tarnowie
Zespół Szkół Ogólnokształcących nr 1 w Tarnowie – zespół szkół w Tarnowie w dzielnicy Mościce, utworzony w 1999 roku. W skład zespołu wchodzą dwie szkoły: IV Liceum Ogólnokształcące im. Jana Pawła II w Tarnowie oraz Szkoła Podstawowa nr 17 im. Eugeniusza Kwiatkowskiego w Tarnowie.

## Historia

### Liceum ogólnokształcące

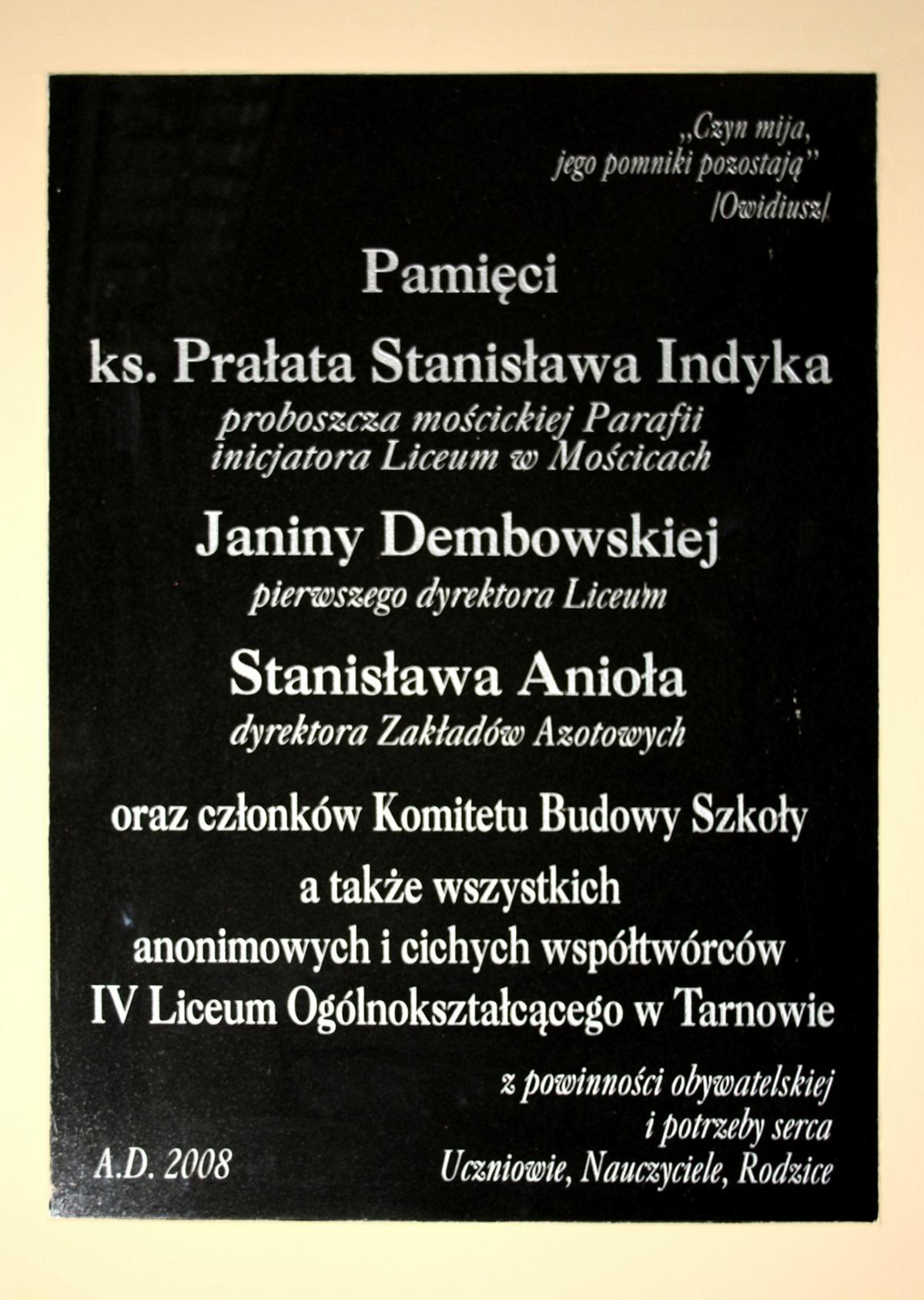
Tablica upamiętniająca współtwórców szkoły, odsłonięta w 2008 roku

W 1927 roku na zachód od Tarnowa, w widłach Dunajca i Białej, rozpoczęto budowę dużej fabryki chemicznej – Państwowej Fabryki Związków Azotowych. Firmę zaprojektowano na obszarze 670 hektarów. W pobliżu przedsiębiorstwa wybudowano osiedla dla pracowników oraz zaplecze socjalne wraz ze szkołą podstawową. Osiedla te w 1929 współutworzyły nową miejscowość – Mościce na terenie wsi Świerczków i Dąbrówka Infułacka.
Do wybuchu II wojny światowej nie wybudowano w Mościcach średniej szkoły ogólnokształcącej. Podczas wojny młodzież z okolicy uczyła się w szkole zawodowej oraz na tajnych kompletach. W formie zorganizowanej działalności tajne nauczanie na poziomie średniej szkoły ogólnokształcącej rozpoczęto na przełomie 1940 i 1941 roku.  
W styczniu 1945 roku, po opuszczeniu Tarnowa przez wojska niemieckie, rozpoczęto starania o powołanie w miejscowości szkoły średniej. Dokumenty szkolne przedstawił do zatwierdzenia w Wydziale Szkół Średnich krakowskiego Kuratorium Okręgu Szkolnego ks. Stanisław Indyk – organizator wojennego, tajnego kształcenia, proboszcz parafii w Mościcach. Naukę rozpoczęto 18 lutego 1945 roku, chociaż wojna toczyła się nadal. Rozpoczęte zajęcia prowadzono w barakach starej administracji Zakładów Azotowych oraz w budynku pierwszej mościckiej szkoły powszechnej przy ulicy Zbylitowskiej, w pobliżu magistrali kolejowej Kraków–Przemyśl. Kadrę pedagogiczną oparto na nauczycielach z tajnego nauczania, szkół miejscowych i nauczycielach zmuszonych wojną do opuszczenia Warszawy i Kresów Wschodnich. Początkowo szkoła funkcjonowała jako Prywatne Koedukacyjne Gimnazjum i Liceum Związku Pracowników Chemicznych w Mościcach. Po raz pierwszy egzamin maturalny przeprowadzono w lipcu 1945 roku. Miejscem egzaminów była tzw. Dyrektorówka, następnie znana jako Dom Chemika. Zdały wszystkie przystępujące osoby: trzy abiturientki i 9 abiturientów. Naukę w szkole pobierało wtedy ponad 200 uczniów, którymi opiekowało się 25 nauczycieli. Pierwszy egzamin maturalny w budynku „pod lasem” odbył się w maju 1951.
Z powodów administracyjnych mościcka szkoła następnie została na krótko filią III Liceum Ogólnokształcącego w Tarnowie. Wraz ze zmianami ustroju szkolnego w Polsce zmieniała się nazwa i struktura szkoły. Ministerstwo Oświaty zarządzeniem z 1 marca 1948 roku (z mocą prawną od 1 lutego 1948) upaństwowiło szkołę i zmieniło nazwę na Państwowe Gimnazjum i Liceum Ogólnokształcące w Mościcach. 
W latach 1948–1965 szkoła funkcjonowała jako placówka jedenastoletnia z klasami od I do XI, w latach 1965–1999 jako samodzielne czteroletnie IV Liceum Ogólnokształcące w Tarnowie. Od 1999 roku liceum wchodzi w skład Zespołu Szkół Ogólnokształcących nr 1 w Tarnowie.
W latach 1959–2005 liceum nosiło imię Stanisława Anioła, byłego dyrektora miejscowego kombinatu chemicznego, a w 2005 roku nadano mu imię Jana Pawła II.

### Szkoła podstawowa

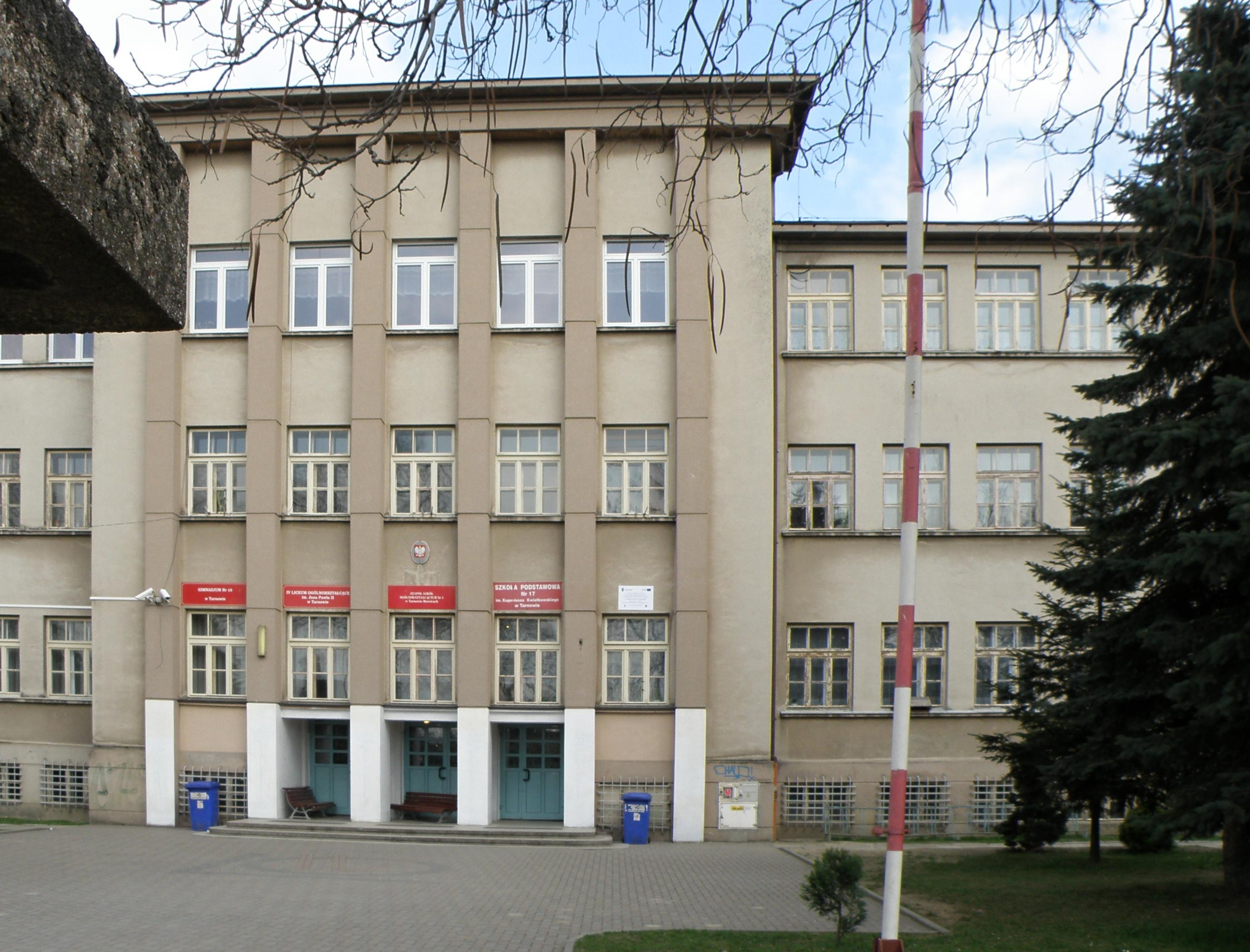
Wejście do szkoły wiosną 2009

W 1946 roku Rada Narodowa gminy w Mościcach koło Tarnowa, której przewodniczył Stanisław Laska podjęła decyzję o utworzeniu na swoim terenie drugiej szkoły powszechnej, ponieważ zwiększyła się liczba mieszkańców (zatrudnionych głównie w odbudowywanej po II wojnie światowej Państwowej Fabryce Związków Azotowych), w tym liczba dzieci w wieku szkolnym. Do tej pory szkoła powszechna funkcjonowała przy ulicy Zbylitowskiej, w budynku ukończonym w 1936 roku, w pobliżu linii kolejowej Kraków–Przemyśl, na wschód od mostu kolejowego na Dunajcu. Nowo powstała szkoła nosiła nazwę Szkoła Powszechna nr 2 w Mościcach. Według zasad wprowadzonych tzw. szkolną reformą jędrzejewiczowską w 1932 roku była to siedmioklasowa szkoła III stopnia. Do roku 1950 naukę prowadzono w zastępczych pomieszczeniach, w tym w drewnianym baraku administracji – byłym budynku dyrekcji PFZA w budowie, co zmuszało dzieci z południowej części miejscowości przekraczania torów kolejowych w drodze do i ze szkoły. Względy praktyczne oraz bezpieczeństwa stały u decyzji, aby nowy budynek powstał bliżej osiedla „Za torem”. 
W 1947 roku powołano funkcjonujący społecznie komitet budowy szkoły. W 1948 roku zatwierdzono lokalizację. Pracownicy Zakładów Azotowych przekazywali 3% zarobków na fundusz budowy szkoły, również młodzież szkolna pracowała społecznie na terenie budowy. Budynek szkolny o monumentalnym froncie został oddany do użytku w drugiej połowie 1950 roku. Położenie szkoły obok zalesionego obszaru, nazwanego później parkiem Sośnina, sprawiło powstanie nazwy lokalnej „szkoła pod lasem”. Zajęcia rozpoczęto jak zwykle we wrześniu 1950. Przeprowadzka młodzieży do nowego budynku nastąpiła w październiku 1950 r. W tym samym roku połączono Szkołę Powszechną nr 2 z czteroletnim liceum, tworząc szkołę ogólnokształcącą stopnia podstawowego i licealnego o 11-letnmim cyklu kształcenia ogólnego, w którym kolejne klasy stanowiły jednolity ciąg, liczony od klasy pierwszej do jedenastej. Po włączeniu gminy zbiorowej Mościce w obszar miasta Tarnowa, w połowie 1951 roku, szkoła funkcjonowała jako Państwowa Szkoła Ogólnokształcąca Stopnia Podstawowego i Licealnego w Tarnowie-Świerczkowie. Kiedy w styczniu 1959 Ministerstwo Oświaty zatwierdziło nadanie patronatu nazwa szkoły brzmiała Szkoła Podstawowa i Liceum Ogólnokształcące im. Stanisława Anioła w Tarnowie-Świerczkowie. 
Kolejna reforma systemu oświaty z 1961 roku doprowadziła do rozdzielenia jedenastolatki na dwa oddzielnie administrowane organizmy szkolne, koegzystujące w jednym budynku. W 1965 szkoła, mając zostać ośmioklasową, zaczęła funkcjonować jako Szkoła Podstawowa nr 17 w Tarnowie-Świerczkowie. Zarządcą budynku stał się dyrektor IV Liceum Ogólnokształcącego im. Stanisława Anioła. Po zmianie systemu politycznego, dokonanego w 1989 roku, można było za patrona wybrać przedwrześniowego polityka – Eugeniusza Kwiatkowskiego, co nastąpiło 10 czerwca 1998 roku. W wyniku następnej reformy systemu szkolnictwa przy ulicy Norwida 22 pojawił się Zespół Szkół Ogólnokształcących nr 1 w Tarnowie, złożony z IV Liceum i Gimnazjum nr 10. Do tego Zespołu Szkół po kilku latach, w 2011, przyłączono Szkołę Podstawową nr 17.

### Gimnazjum
Ten poziom szkolny pojawił się w Mościcach dwukrotnie. Po raz pierwszy, wkrótce po zakończeniu II wojny światowej, po utworzeniu Prywatnego Koedukacyjnego Gimnazjum i Liceum Związku Pracowników Chemicznych w Mościcach. Prywatne podmioty nie były wspierane przez nową władzę komunistyczną, wkrótce ograniczono im prawa do prowadzenia szkół, stąd w 1947 roku Kuratorium Okręgu Szkolnego w Krakowie wystąpiło do Ministerstwa Oświaty o to, aby mościcka szkoła otrzymała uprawnienia szkoły państwowej. Ministerstwo Oświaty zarządzeniem z 1 marca 1948 roku (z mocą prawną od 1 lutego 1948) przyznało status państwowy i zmieniło nazwę na Państwowe Gimnazjum i Liceum Ogólnokształcące w Mościcach. Kształcenie w gimnazjum trwało cztery lata, absolwenci mogli kontynuować naukę w dwuletnim liceum. Gimnazjum istniało do 31 sierpnia 1950.  
W 1999 roku w wyniku kolejnej reformy systemu oświaty w państwie, uruchomiono Gimnazjum nr 10, które weszło (wraz z IV LO) w skład nowo utworzonego Zespołu Szkół Ogólnokształcących nr 1 w Tarnowie. Nauka w gimnazjum trwała trzy lata. To wcielenie gimnazjum zlikwidowała reforma oświatowa z 2017 roku, zainicjowana przez minister edukacji narodowej Annę Zalewską.

## Budowa i infrastruktura

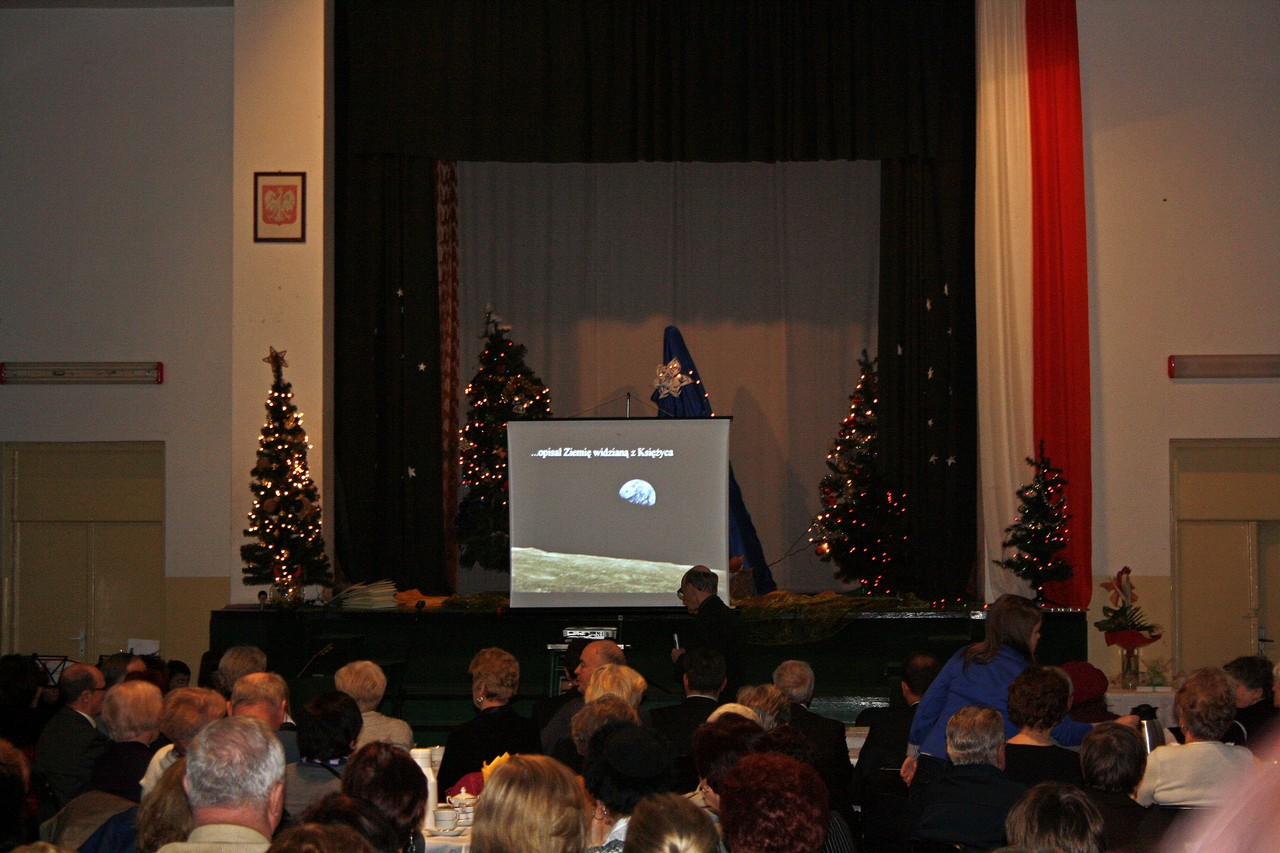
Aula podczas wykładu absolwenta szkoły, kosmologa i filozofa ks. prof. Michała Hellera

Prace budowlane w miejscu, gdzie miała przebiegać ulica Jaracza (przemianowana w ulicę Norwida), rozpoczęto  wytyczeniem budynku w terenie w dniu 6 września, w poniedziałek. Zgromadzono potrzebne materiały budowlane, m.in. 200 tysięcy sztuk cegieł oraz blisko 59 ton stali zbrojeniowej. We wrześniu wykopano ręcznie 3500 metrów sześciennych ziemi. Podczas betonowania do końca roku zużyto 100 ton cementu. Dla przygotowania drewnianych szalunków przygotowano ponad 65,5 m³ desek i kantówek. Przy wykonaniu wykopów na terenie szkoły bezpłatnie pracowali uczniowie mościckich szkół, pracownicy Fabryki Azotowej i junacy Służby Polsce, co zaznaczył w sprawozdaniu nadzorujący prace inżynier Wawrzyniec Wojtasiewicz. Atmosfera polityczna w kraju w tym czasie była napięta, nowa komunistyczna władza przygotowywała na grudzień 1948 tzw. zjazd zjednoczeniowy PPR i lubelskiej PPS. W 1949 roku prace ruszyły w kwietniu i do końca roku budynek wykonano w stanie surowym. W 1950 trwały prace wykończeniowe na drugim piętrze oraz w skrzydle północnym budowano salę gimnastyczną i aulę (nazywaną wtedy politycznie: salą zebrań). Budowa prowadzona była przez gminę Mościce i angażowała znaczną część jej budżetu. Finanse pochodziły w większości z zaciągniętych kredytów bankowych. Inne inwestycje w miejscowości były wstrzymywane. Tak stało się z oświetleniem ulic, które wykonano dopiero po ukończeniu budowy szkoły. Niezupełnie jeszcze wykończony budynek szkolny został oddany do użytku we wrześniu 1950 roku. Kosztorys budowy przygotowany przez Radę Gminy opiewał na kwotę 120 milionów złotych. Szacowany koszt zrealizowanej inwestycji był wyższy i wyniósł 155 milionów złotych. Należy pamiętać, że w październiku 1950 roku rząd przeprowadził znienacka wymianę pieniędzy połączoną z denominacją, która pozbawiła obywateli oszczędności i utrudniła przeprowadzanie rozliczeń.
Powierzchnia zabudowy to około 2000 m², a kubatura około 31000 m³. Integralną częścią projektu było skrzydło (budowane jako następne w kolejności) z dużymi pomieszczeniami (25 m na 12 m): salą gimnastyczną i aulą wyposażoną w podwyższoną scenę i kulisy. Na każdym z dwóch pięter miało znaleźć się po 10 sal lekcyjnych i duża pracownia z zapleczem. Na pierwszym piętrze ulokowano pracownię fizyczną, a na drugim – chemiczną. Na parterze, oprócz sal lekcyjnych, przewidziano pomieszczenia biurowe i medyczne. W budynku są 303 okna.
Wielki budynek powstał dzięki wspólnej pracy wielu instytucji i osób, zapewnial według szkolnych wizytatorów pierwszorzędne lokalowe warunki pracy, lecz i tak nie umożliwiał wszystkim dzieciom naukę na jedną zmianę. Np. w 1961 cztery najmłodsze klasy, jak informował dyrektor Dziunikowski, uczyły się na drugą zmianę. Nauka musiała odbywać się na dwie zmiany i w latach późniejszych.
Pozytywnymi cechami projektu budynku szkolnego były izby klasowe, doświetlone czterema oknami wychodzącymi na wschód lub zachód, trzy klatki schodowe służące do sprawnej ewakuacji osób z wnętrza budynku w przypadku zagrożenia bezpieczeństwa oraz połączone z korytarzami, obszerne tzw. rekreacje - miejsca pobytu młodzieży podczas przerw pomiędzy lekcjami. Rekreacje nie pełnią teraz swoich przewidzianych w projekcie funkcji – zostały zabudowane, kiedy wzrosła liczba uczniów uczęszczających do szkoły i zabrakło dostępnych izb lekcyjnych. Jedną z drewnianych ścian działowych celowo podpalił jeden z uczniów liceum w akcie wandalizmu w 1995. Kilka metrów obok szkoły wzniesiono dom nauczycielski z sześcioma mieszkaniami.

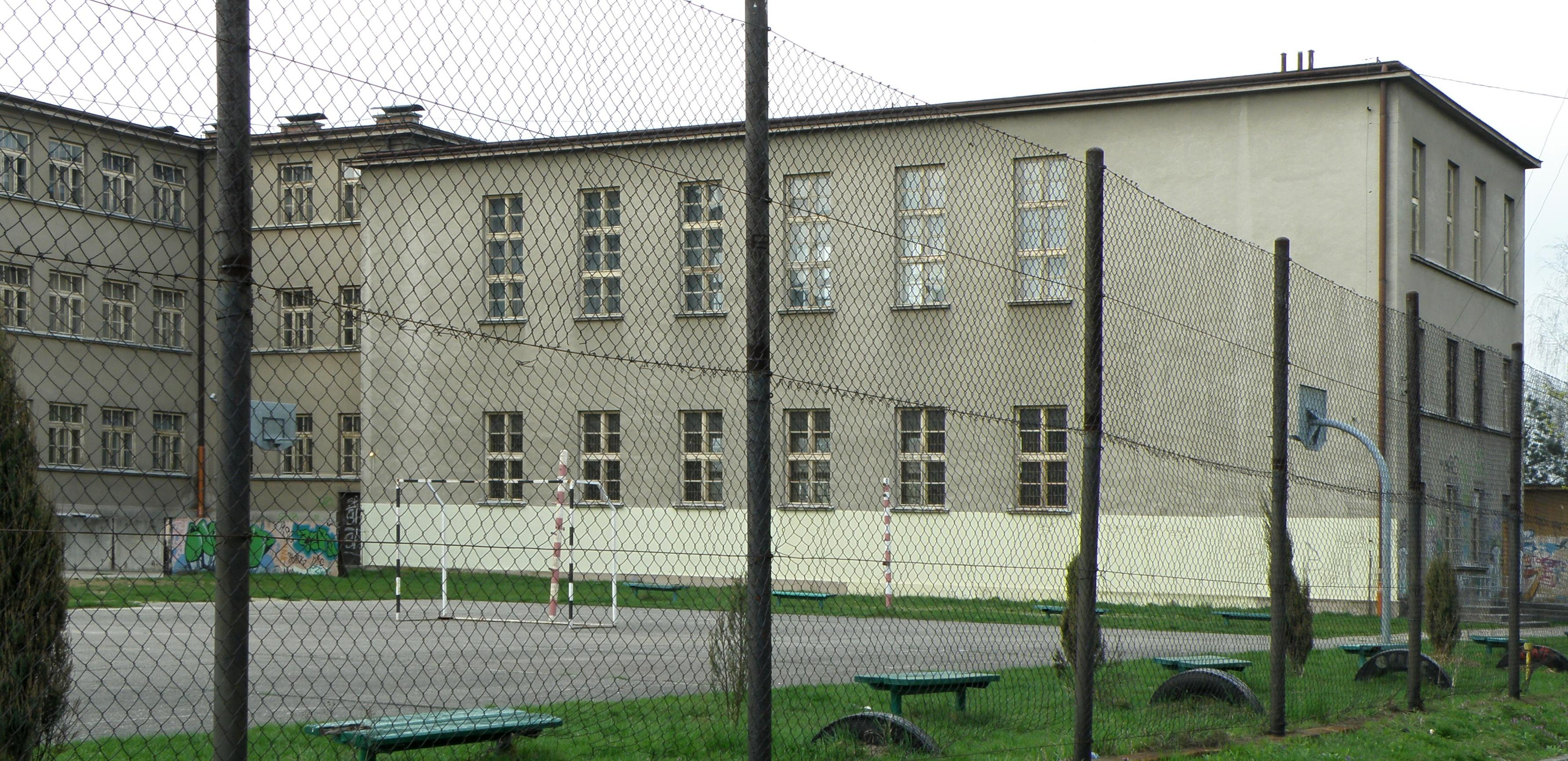
Widok na salę gimnastyczną i aulę od ulicy Ludowej

Na etapie projektowania przewidziano dla uczącej się młodzieży i dzieci osobne skrzydło z salą gimnastyczną na parterze i salą zebrań na pierwszym piętrze. Skrzydło północne powstało jako kolejny etap wznoszenia kompleksu szkolnego. Po wschodniej stronie urządzono boiska do piłki nożnej i koszykówki. Zimową porą boiska zamieniano na lodowisko na świeżym powietrzu, do czego w znacznym stopniu przyczyniała się praca grupy osób, również uczniów, kierowana przez nauczyciela WF – doktora Wiesława Łozińskiego oraz prof. Czesława Gogolę.
W XXI wieku na przyszkolnym terenie, po usunięciu nadziemnej sieci energetycznej średniego napięcia, urządzono w 2009 boisko ze sztuczną trawą oraz drugie, o tartanowej nawierzchni, w ramach akcji Orlik.
Wiosną 2024 organ prowadzący szkołę, czyli Urząd Miasta Tarnowa, po przeprowadzeniu serii przetargów, podpisał 17-miesięczną umowę na wybudowanie sali sportowej. W październiku 2024 rozpoczęto prace ziemne.

## Dyrektorzy

### Dyrektorzy gimnazjum i liceum w latach 1945–1950
- Janina Dembowska – 1945–1946
- Jan Grela – 1946–1950

### Dyrektorzy Szkoły Powszechnej nr 2
- Stefan Czupryna (1905–?)[18] – od 1 września 1946 do 31 sierpnia 1948
- Paulina Fenc (1896–1962)[18] – od 1 września 1948 do 6 września 1948
- Władysław Mika (1909–1990)[41] – od 7 września 1948 do 31 sierpnia 1950

### Dyrektorzy Szkoły Ogólnokształcącej Stopnia Podstawowego i Licealnego
- Jan Padlewski (1900–1986)[42] – od 1 września 1950 do 31 sierpnia 1951
- Aureliusz Dziunikowski (1904–1985)[43] – od 1 września 1951 do 31 sierpnia 1965

### Dyrektorzy IV Liceum Ogólnokształcącego
- Aureliusz Dziunikowski – 1965–1970
- Barbara Słowik (p.o.) – 1969–1970
- Czesław Sterkowicz – 1970–1990
- Anna Skórska (p.o.) – 1990
- Władysław Węgiel – 1990–1999

### Dyrektorzy Szkoły Podstawowej nr 17
- Eugeniusz Balicki (1906–1980)[44] – od 1 września 1965 do 31 sierpnia 1969
- Antoni Wacław (1936–)[45] – od 1 września 1969 do 31 sierpnia 1975
- Halina Mastalerz (p.o.) (1940–1976)[45] – od 1 maja 1971 do 31 grudnia 1971
- Anna Baj (p.o.) (ur. 1946)[45] – od 1 września 1975 do 31 sierpnia 1976
- Maria Helena Jędrzejek (1937–2005)[46] – od 1 września 1976 do 31 sierpnia 1987
- Barbara Gębska (p.o.) (1933–) – od 1 września 1977 do 31 października 1977
- Maria Jezior (p.o.) (1934–) – od 1 listopada 1977 do 5 lutego 1978
- Barbara Gębska – od 1 września 1987 do 31 sierpnia 1990
- Wanda Jaśkiewicz (ur. 1943)[47] – od 1 września 1990 do 28 lutego 1999
- Łucja Kątny (ur. 1954)[48] – od 1 marca 1999 do 31 sierpnia 2011

### Dyrektorzy Zespołu Szkół Ogólnokształcących nr 1
- Władysław Węgiel – 1999–2007
- Marek Smoła – 2007–2017
- Anetta Święch (p.o.) – od 1 września 2017[49][50][51]
- Anetta Święch – od 1 września 2018[50].

## Nauczyciele

### Liceum
- Kazimierz Abratowski[52]
- Marian Grzanka[53]
- Stanisław Indyk[53]
- Andrzej Kiełbusiewicz[53]
- Jerzy Marciniak[54]
- Czesław Sterkowicz[55]
- Artur Ważny[56].

## Absolwenci

### Absolwenci IV Liceum Ogólnokształcącego
W latach 1945–2020 liceum ukończyło około 9500 abiturientów.
- Jerzy Abratowski – muzyk (matura 1948[59][60])
- Mieczysław Bień  – polityk (matura 1977[61][62])
- Bronisław Dembowski – katolicki biskup (matura 1946[63][64])
- Leszek Golba – polityk (matura 1979[65][66])
- Robert Gucwa – misjonarz w Afryce (matura 1988[67][68])
- Michał Heller – uczony i duchowny katolicki, laureat Nagrody Templetona (matura 1953[69])
- Jacek Hennel – fizyk (matura 1945[69][64])
- Andrzej Jakliński – profesor nauk medycznych (matura 1945[70][64])
- Zygmunt Kolenda – naukowiec, fizyk (matura 1953[71][72])
- Jolanta Kupis – mistrzyni Polski w pływaniu (matura 1978[73][74])
- Tomasz Olbratowski – dziennikarz (matura 1980[75][76])
- Anna Pachowicz – naukowczyni, dr hab., historyk (matura 1996)[77][78]
- Maria Roman Sławiński – naukowiec, sinolog (matura 1950[12][60])
- Ireneusz Stolarczyk – naukowiec, duchowny (matura 1982[79][80])
- Jan Styrna – katolicki biskup (matura 1959[81][82])
- Witold Szczypiński – menadżer (matura 1973[83][84])
- Ryszard Ścigała – menadżer, polityk (matura 1976[85][86])
- Wiesław Wenz – duchowny, profesor nauk teologicznych (matura 1976[87][88])
- Andrzej Wodka – redemptorysta, profesor Wyższego Instytutu Teologii Moralnej w Rzymie, prezes Agencji Stolicy Apostolskiej do Spraw Oceny i Promocji Jakości Kształcenia na Uniwersytetach i Wydziałach Kościelnych (AVEPRO) (matura 1978[89][90]).

### Absolwenci Szkoły Podstawowej nr 17
W latach 1946–2016 szkołę podstawową ukończyło 4211 absolwentów.
- Robert Gucwa[92] – misjonarz afrykański
- Anna Skolarczyk[93].– pływaczka, uczestniczka letnich Igrzysk Olimpijskich w Montrealu w 1976.